# Кулезозулинець
Кулезозулинець, або траунштайнера (Traunsteinera) — рід квіткових рослин з родини орхідних (Orchidaceae).

## Опис
Рід кулезозулинець включає наземні багаторічні рослини (геофіти), які на зиму утворюють по дві яйцеподібні бульбоцибулини.
Влітку це стрункі, заввишки до 60 см рослини. Квітконоси мають листя вздовж стебла, не утворюють прикореневої розетки.
Суцвіття дуже густе, з десятками малих квіток, у вигляді спершу конічного, а пізніше сферичного до кулястої форми колоса. Квітки зигоморфні з двома овальними пелюстками, які формують лопаткоподібні вирости, що утворюють шолом. Губа трироздільна, з тонкою, закрученою шпоркою. Гімностемій короткий і масивний, ростелій трироздільний.

## Поширення
Обидва види роду кулезозулинець є рідкісними рослинами, поширеними у високогір'ях центральної і південної Європи, з тим що ареал кулезозулинеця сферичного ще заходить у західну Азію і на Закавказзя, в той час, як природним місцезростанням кулезозулинця кулястого є гори Європи. Приурочений до нейтральних і лужних вапнякових ґрунтів на різнотравних альпійських луках. Вистоне поширення 1000—3000 м н.р.м..

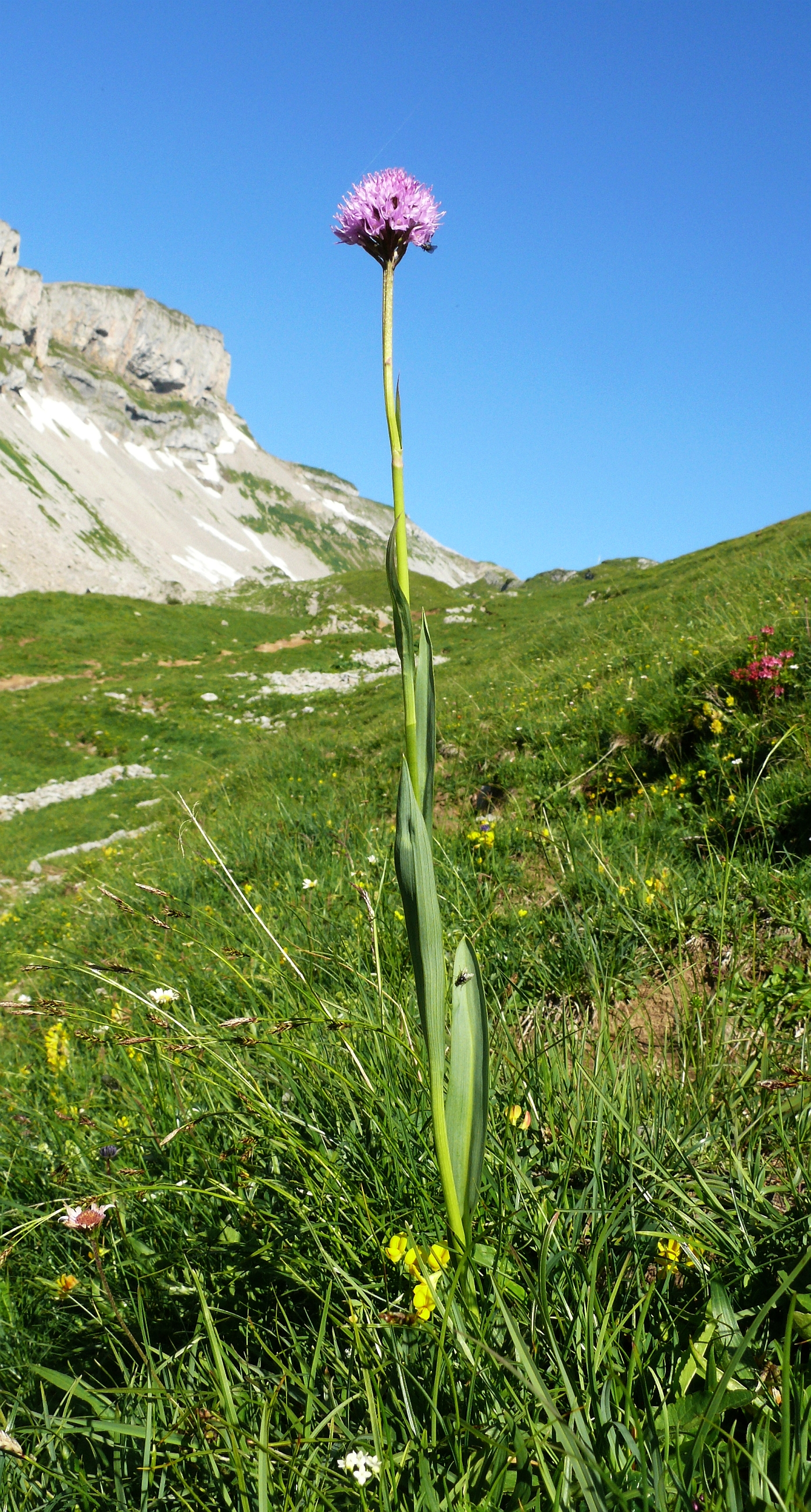
Traunsteinera globosa у природному середовищі в Австрії
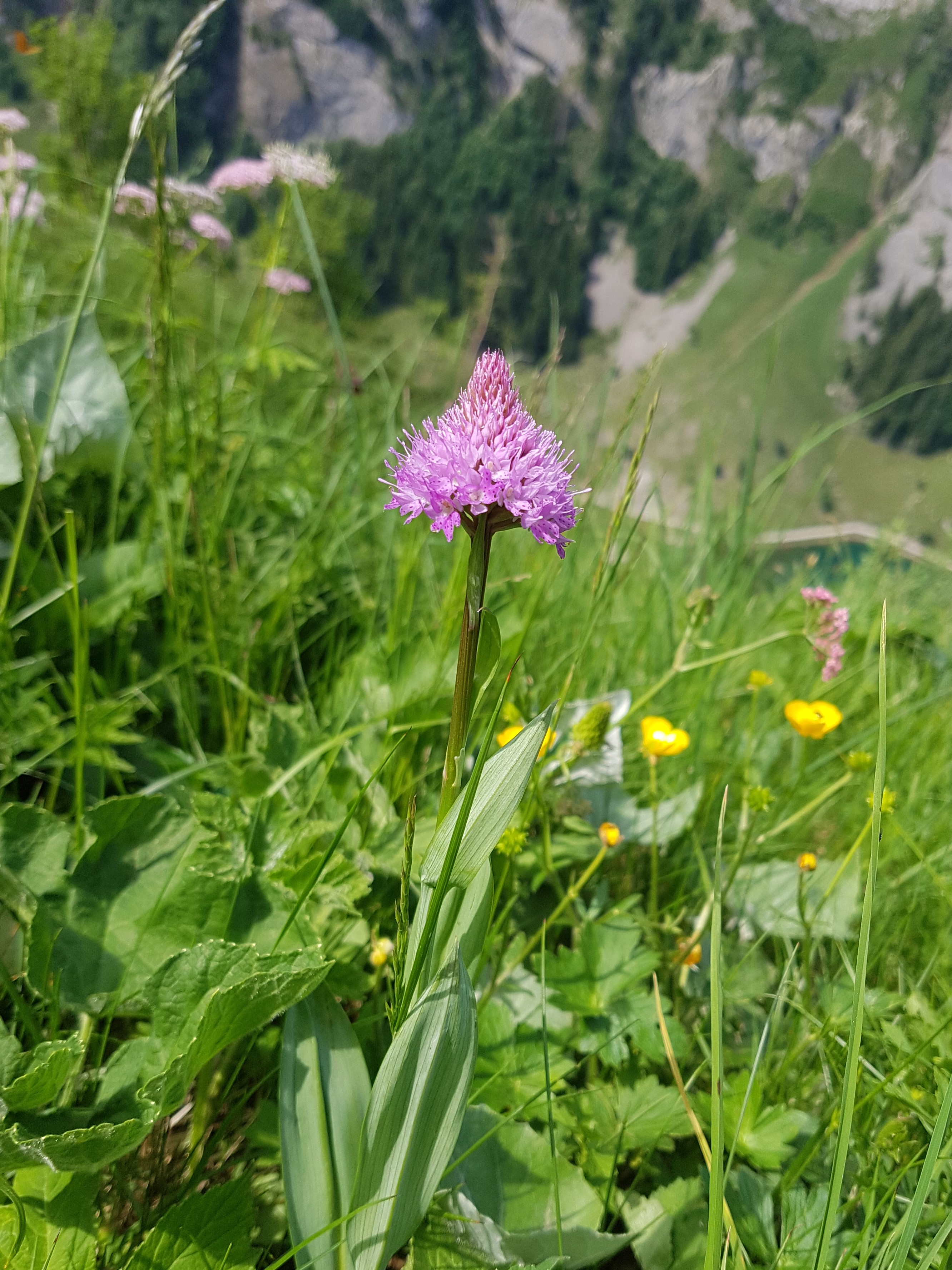
Traunsteinera globosa поблизу Меґлізальпа у масиві Альпштайн, Швейцарія
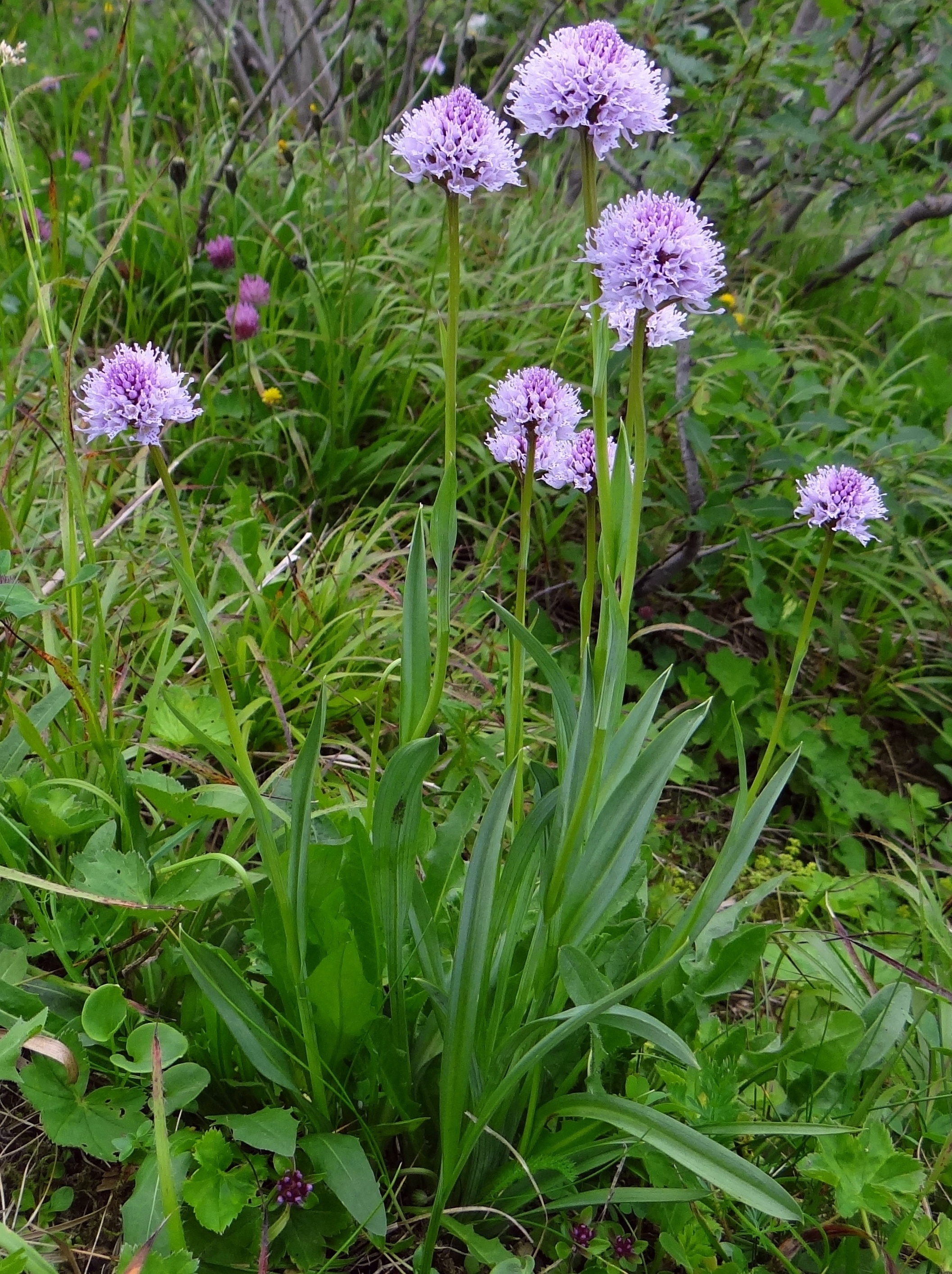
Traunsteinera globosa в західних Татрах
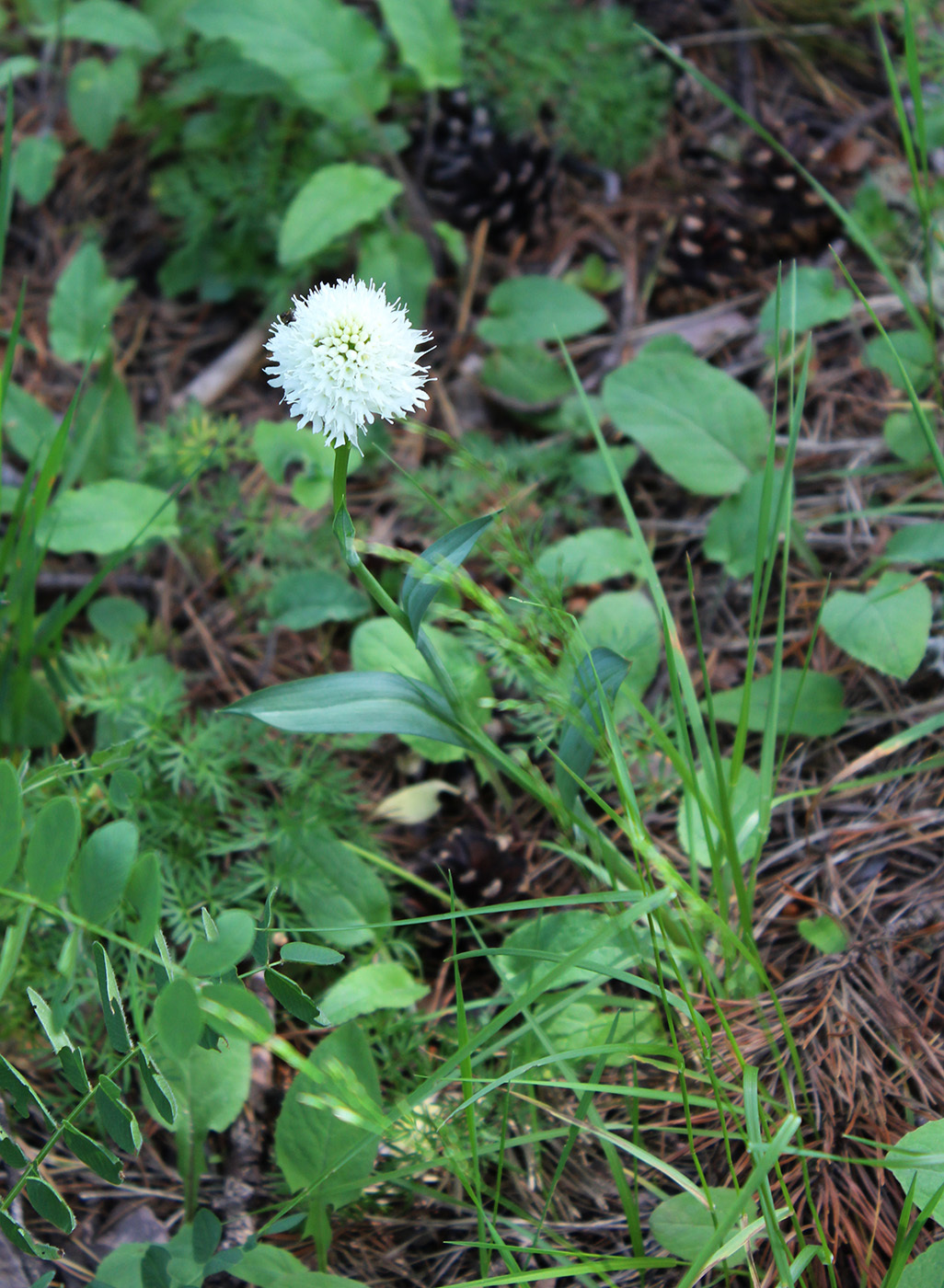
Traunsteinera sphaerica у Карачаєвському районі (Карачаєво-Черкесія)

## Таксономія
Латинська назва Traunsteinera на честь тірольського аптекаря і ботаніка Йозефа Траунштайнера (нім. Joseph Traunsteiner) (1798—1850). Наукова назва була опублікована в 1842 Генріхом Ґотлібом Людвіґом Райхенбахом.

### Види
Відомі два види, батьківщинорю яких є Європа, Туреччина і Кавказ.
| Фото | Назва                                          | Поширення | Висоти (м н.р.м.)                    |
| ---- | ---------------------------------------------- | --- | ------------------------------------ |
|      | Traunsteinera globosa (L.) Rchb. 1842          | поширена від Іспанії до Східної України і Туреччини, включно з Францією, Німеччиною, Італією, Польщею, Румунією тощо. | 1 000—2 700 метрів (3 300—8 900 фут) |
|      | Traunsteinera sphaerica (M.Bieb.) Schltr. 1928 | Туреччина і Кавказ | 1 000—3 000 метрів (3 300—9 800 фут) |

## References
1. 1 2  Kew World Checklist of Selected Plant Families
2. ↑  Traunsteinera // Словник українських наукових і народних назв судинних рослин / Ю. Кобів. — Київ : Наукова думка, 2004. — 800 с. — (Словники України). — ISBN 966-00-0355-2.
3. ↑  Доброчаева Д. Н., Котов М. И., Прокудин Ю. Н., и др. Определитель высших растений Украины. — К. : Наук. думка, 1987. — С. 410.
4. ↑  Altervista Flora Italiana, Orchide dei pascoli, Round Headed Orchid, Traunsteinera globosa (L.) Rchb., Fl. Saxon.: 87. 1842
5. ↑  Pridgeon, A.M., Cribb, P.J., Chase, M.C. & Rasmussen, F.N. (2001). Orchidoideae (Part 1). Genera Orchidacearum 2: 1-416. Oxford University Press, New York, Oxford.

## External links
- Вікісховище має мультимедійні дані за темою: Traunsteinera
- Таксономія за темою Traunsteinera у Віківидах
- Fancy Plants, Globe Orchid (Traunsteinera)
- Czech Botany, Traunsteinera globosa, hlavinka horská, pavstavač hlavatý
- Blumen in Schwaben, Kugelorchis (Traunsteinera)
- Numericable, Traunsteinera globosa, Orchis globuleux, Globe-flowered orchis, Rote Kugelorchis, Rosa Kugel-Knabenkraut
- Stéphane Aubry photos, Traunsteinera globosa
- AHO Bayern, Kugelknabenkraut, Rosa Kugelorchis, Traunsteinera globosa
- Tela Botania, Orchis globuleux, Traunsteinera globosa
- Terra Alapítvány, Traunsteinera globosa, Gömböskosbor
- Plantarium, Traunsteinera globosa, Описание таксона